# The Dress Rehearsal
The Dress Rehearal je jedenáctá epizoda druhé řady amerického televizního seriálu Smash a v celkovém pořadí dvacátá šestá epizoda tohoto seriálu. Napsala ji Julia Brownell a režírovala ji Mimi Leder. Epizoda se poprvé vysílala ve Spojených státech dne 13. dubna 2013 na televizní stanici NBC.
Tom a Julia se připravují na první veřejné generální zkoušky Bombshell a ukazuje se, že Tomova horlivost nemusí být pro muzikál právě tím nejlepším. Mnoho komplikací donutí Ivy k tomu, aby učinila významné rozhodnutí, zatímco napětí v Hit Listu se stupňuje, když si Karen myslí, že Derek činí podezřelé motivy vůči ní.

## Děj epizody
Tom Levitt (Christian Borle) má noční můru o tom, že není připraven a je nahý na premiéře Bombshell a dále, že se probudí a najde v posteli vedle sebe Ellise (Jaime Cepero).Tom se nakonec doopravdy probudí s křikem, což přivolá Juliu Houston (Debra Messing), že je pouze den zkoušky pro přátele a rodiny.
Ivy Lynn (Megan Hilty) se probouzí v posteli vedle Dereka Willse (Jack Davenport). Řekne mu, že nechce, aby se mezi nimi věci měnili.
Jimmy Collins (Jeremy Jordan) pracoval několik dní přes noc, aby napsal nové písně pro nový materiál, se kterým pro Hit List přišli Kyle Bishop (Andy Mientus) a Julia. Karen Cartwright (Katharine McPhee) se o něj bojí a zeptá se ho, jestli si vzal něco silnějšího než Red Bull a kofein. On má obavy, že když nenapíše nové písně pro nyní rozšířenou postavu Divy, tak Derek svěří Divě některé Kareniny písně.
První veřejná zkouška Bombshell má mnoho technických potíží. Na konci písně „Our Little Secret", Simon (Julian Ovenden) v roli Johna Fitzgeralda Kennedyho omylem sundá Ivyinu sukničku společně se šaty a nechtěně tak odhalí obecenstvu Ivyino nahé tělo. Producentka Eileen Rand (Anjelica Huston) si myslí, že by mírná nahota mohla Bombshell pomoci a Tom s Julií s ní souhlasí. Tom si jde ohledně toho s Ivy promluvit, ta není přímo proti, ale žádá ho o čas, aby si to mohla promyslet. Eileen chce zrušit další zkoušku, která se koná následující den, kvůli technickým problémům, ale Tom se bojí, že tak bude vypadat jako neschopný režisér. Eileen souhlasí, že se zkouška uskuteční, pokud se všechny problémy vyřeší do tří hodin odpoledne. Nakonec je Tom úspěšný, když Julia přijde s nápadem, aby byl dostatečný čas na postavení letadla pro druhé jednání; hudební číslo „Dig Deep" začíná v publiku a je zde i předvedeno, zatímco na scéně je dostatečný čas na postavení letadla. Během „Our Little Secret" si Ivy na sobě Ivy nechá košilku a Tom s Julií jsou zklamáni. Ale v následující scéně, když Marylin přemlouvá Kennedyho, aby zůstal, tak Ivy ze svého těla strhne prostěradlo a vystaví mu své nahé tělo, když ho žádá, aby zůstal. Tato volba je úspěšná.
Sam Strickland (Leslie Odom mladší), který je swing a může zaskočit za zraněného tanečníka, se rozhodne, že Bombshell je pro něj stejně krokem zpět a že nechce pracovat s Tomem a muzikál opouští.
Mezitím na Hit Listu se Jimmy, Karen a Derek spolu neshodnou. Jimmy a Karen se bojí, že je Derek naštvaný za to, že ho Karen odmítla, zatímco Derek bojuje s tím, že se cítí, že ztrácí svůj zájem o muzikál. Mluví ohledně toho s Juliou, protože ta si prošla tím samým s Bombshell, když se rozešla s Michaelem Swiftem. Ona mu navrhuje, aby utěsnil své pocity ohledně Karen a najít některou část muzikálu, která ho zaujme a přivede zpět jeho vášeň k inscenaci. Derek řekne hercům, že udělají zkoušku předtím, než se na představení přijde podívat kritik z New York Times, Richard Francis (Jamey Sheridan). Během zkoušky má Derek nový nápad ohledně úvodní scény, který bude představovat celý muzikál jako flashback. Prochází s tím s herci v čele s Anou Vargas (Krysta Rodriguez) v roli Divy, která střílí na oběť, jejíž totožnost nebyla doposud odhalena. Zpívá a cappella část písně „Broadway, Here I Come", když zvedá pistoli. Karen je naštvaný, že Ana získala její píseň, kterou zbožňuje. I když její postava Amanda stále zpívá tuto píseň v plné verzi, Karen namítá, že to nebude již píseň, která by charakterizovala její postavu. Jimmy obviní Dereka, že je trestá za to, že jsou s Karen spolu. Scott (Jesse L. Martin) zasahuje a žádá Kyla o jeho názor a Kyle souhlasí s Derekem. Jimmy a Kyle se ohledně toho později pohádají, ale Kyle řekne Jimmymu, aby přestal být sobecký. Jimmy souhlasí a ti dva se usmíří. Ana je nadšená ohledně toho, že její role byla rozšířena, ale Karen jí neustále říká, že jí Derek tu píseň dal jen proto, aby naštval Karen a že jí později stejně vrátí jí. Ana je naštvaný a řekne Karen, že zkoušela přemýšlet o Karen jako hvězdě a sama sobě jako tu, co Karen podporuje, ale teď si uvědomuje, že takhle o ní vlastně Karen přemýšlí celou dobu.
Po úspěšné veřejné zkoušce Bombshell slaví tvůrci v restauraci a Tom hledá na internetu první recenze. Objeví, že Richard napsal pro NY Times článek porovnávající Bombshell a Hit List, protože oba muzikály jsou o ženě, které se mění proto, aby získaly slávu. Napíše, že perspektiva Bombshell je z minulosti, zatímco Hit List je moderní dílo se slibnou budoucností a mohlo by být samo uvedeno na Broadwayi. Článek také zmíní Juliino propojení s Hit Listem. Tom, který o tom předtím nevěděl, se rozzlobí a vyběhne z restaurace. Později se Eileen setkává s Richardem a řekne mu, že ho právě teď opravdu nechce vidět.
Karen konfrontuje Dereka ohledně jeho chování a on jí řekne, co ví o Jimmyho tajnostech, včetně informací, které vyplynuly na povrch po uvedení článku v Times, že Jimmy používá falešné jméno a číslo sociálního zabezpečení, půjčil si od něj velkou částku peněz a bere drogy. Karen později řekne Jimmymu, že chce vědět informace ohledně jeho života a zvláště ty, o kterých jí ještě neřekl. On to odmítá a Karen mu řekne, že spolu skončili, do té doby, než jí to hodlá říci.
Ivy najde Dereka čekajícího na ní před jejím bytem a pozve ho, aby s u strávil noc.
Když Ana odhází z divadla, objevuje se Jimmyho bývalý drogový dealer a vydává se za Jimmyho starého kamaráda; jeho motivy jsou nejasné.

## Seznam písní
- „Let Me Be Your Star"
- „Our Little Secret"
- „Broadway, Here I Come!"
- „Dig Deep"